# Katarzyna Ciesielska
Katarzyna Ciesielska est une joueuse de volley-ball polonaise née le 27 octobre 1987  à Łódź. Elle mesure 1,72 m et joue au poste de passeuse. 

## Clubs
| Club           | De        | À         |
| -------------- | --------- | --------- |
| ŁKS Łódź       |           | 2005-2006 |
| Budowlani Łódź | 2006-2007 | 2011-2012 |
| Førde VBK      | 2012-2013 | …         |

## Palmarès
- Coupe de Pologne
  - Vainqueur : 2010.